# 포은고등학교
포은고등학교(圃隱高等學校)는 대한민국 경상북도 영천시 금호읍 대미리에 있는 공립 고등학교이다.

## 학교 연혁
- 1971년 12월 29일 : 금동중학교 설립 인가(9학급)
- 1972년 3월 4일 : 금동중학교 제1회 입학
- 1975년 10월 21일 : 금호여자중학교로 교명 변경
- 1984년 3월 5일 : 금호여자고등학교 제1회 입학
- 2012년 2월 24일 : 도교육청지정 명품교육기관 인증(안전한 학교)
- 2014년 9월 1일 : 포은고등학교로 교명 변경
- 2015년 7월 1일 : 녹색학교 가꾸기 대상학교 선정
- 2020년 12월 15일 : 체육관(금빛관) 및 급식실 준공
- 2021년 3월 1일 : 제20대 박영남 교장 취임
- 2022년 3월 1일 : 고등학교 고교학점제 선도학교 운영
- 2022년 3월 1일 : 고등학교 경북 미래학교 운영
- 2023년 1월 3일 : 중학교 제49회(9명, 총 4,651명) 졸업
- 2023년 1월 3일 : 고등학교 제37회(11명, 총 1,733명) 졸업
- 2023년 3월 2일 : 2023학년도 입학(중학교 제52회)
- 2023년 3월 2일 : 2023학년도 입학(고등학교 제40회)

## 참고 자료
- 포은고등학교 - 한국교육학술정보원 학교알리미